# 越南窄体吸虫
越南窄体吸虫（学名：Lyperosomum indosinensis）为双腔科窄体属的动物。分布于越南以及中国大陆的云南等地，营寄生生活，终末宿主原鸡以及黑喉噪鹛的肝脏。